# Bojan Zabel
Bojan Zabel, slovenski pravnik, * 20. julij 1930, Ljubljana, † oktober 2023

## Življenje in delo
Ljudsko šolo je obiskoval v Celju in Ljubljani, tu tudi klasično gimnazijo in leta 1949 maturiral. Nato je na ljubljanski PF in študiral pravo, leta 1955 diplomiral in prav tam 1964 tudi doktoriral. V letih 1954–1955 je bil pripravnik na okrožnem sodišču v Ljubljani, 1955–1956 sodnik okrajnega sodišča v Celju. Leta 1957 se je zaposlil na PF v Ljubljani, kjer je služboval do 1997, od 1996 kot redni profesor za gospodarsko, mednarodno gospodarsko in civilno pravo. Leta 1999 je postal zaslužni profesor Univerze v Ljubljani.
Pokopali so ga 23. oktobra 2023 na ljubljanskih Žalah.